# Антрег-сюр-Трюйер (кантон)
Антре́г-сюр-Трюйе́р (фр. Entraygues-sur-Truyère) — кантон во Франции, находится в регионе Юг — Пиренеи, департамент Аверон. Входит в состав округа Родез.
Код INSEE кантона — 1211. Всего в кантон Антрег-сюр-Трюйер входят 5 коммун, из них главной коммуной является Антрег-сюр-Трюйер.

## Коммуны кантона
| Коммуна           | Население, чел. (1999) | Почтовый индекс | Код INSEE |
| ----------------- | ---------------------- | --------------- | --------- |
| Антрег-сюр-Трюйер | 1 256                  | 12140           | 12094     |
| Голиньяк          | 445                    | 12140           | 12110     |
| Ле-Фель           | 177                    | 12140           | 12093     |
| Сент-Ипполит      | 482                    | 12140           | 12226     |
| Эсперак           | 248                    | 12140           | 12097     |

## Население
Население кантона на 1999 год составляло 2 548 человек.
| 1962  | 1968  | 1975  | 1982  | 1990  | 1999  | 2006 | 2007 |
| ----- | ----- | ----- | ----- | ----- | ----- | ---- | ---- |
| 3 262 | 3 532 | 3 262 | 3 186 | 2 905 | 2 548 | —    | —    |